# Disposizioni per l’istituzione di ferrovie turistiche
Die Disposizioni per l’istituzione di ferrovie turistiche (Gesetz Nr. 128 vom 9. August 2017) sind ein italienisches Gesetz, das den Betrieb von Museums- und Touristikbahnen regelt.

## Infrastruktur
Das Gesetz hat den betriebsfähigen Erhalt einer Reihe von Bahnstrecken als Ziel gesetzlich festgeschrieben  – wenn auch unter Finanzierungsvorbehalt. Eine Reihe von Strecken führt das Gesetz explizit auf. Die Liste kann nach einem im Gesetz festgelegten Verfahren durch Rechtsverordnung des italienischen Verkehrsministers um weitere Strecken ergänzt werden.
All diese Strecken sind für museale und touristische Nutzung ausgewiesen und können entsprechend hergerichtet werden, sofern die Finanzierung sichergestellt ist. Bei allen Strecken handelt es sich um stillgelegte oder solche, auf denen der Verkehr eingestellt wurde. Sie müssen sich durch einen besonderen kulturellen, landschaftlichen, touristischen oder cinematografischen Wert auszeichnen. Bei so klassifizierten Strecken besteht ein öffentliches Interesse an deren Erhalt. Die Eisenbahninfrastruktur kann für die Ziele des Gesetzes – bei Finanzierungsvorbehalt – in Wert gesetzt werden.
Weiter regelt das Gesetz die Nutzung von Strecken durch touristischen Draisinenverkehr.

## Fahrzeuge
Das Gesetz definiert den Begriff des „historischen Eisenbahnfahrzeugs“ als ein Fahrzeug, das
- für den kommerziellen Betrieb nicht mehr eingesetzt wird,
- dessen Prototyp vor mehr als 50 Jahren in Betrieb ging oder
- dessen Prototyp vor mehr als 25 Jahren in Betrieb ging und das aufgrund seiner besonderen technischen oder ästhetischen Merkmale für die Geschichte des innerstaatlichen Bahnverkehrs von Bedeutung ist, sowie
- alle Dampflokomotiven, die auf Regionalbahnen verkehren.

Alle diese Fahrzeuge können auf Antrag des Eigentümers oder Besitzers von der Nationalen Agentur für die Sicherheit der Eisenbahnen (Agenzia nazionale per la sicurezza delle ferrovie e delle infrastrutture stradali e autostradali – ANSFISA) auf die Fondazione FS Italiane als Schienenfahrzeughalter in das nationale Fahrzeugeinstellungsregister für Eisenbahnfahrzeuge eingetragen werden und stehen dann den Mitgliedern der Federazione italiana delle ferrovie turistiche e museali (FIFTM – Dachverband italienischer touristischer und musealer Eisenbahnen) und anderen Fachvereinigungen für die Nutzung zur Verfügung. Weiter sichert das Gesetz, dass diese historischen Fahrzeuge für Überführungsfahrten auch außerhalb der Museumsbahnen auf dem öffentlichen Netz verkehren dürfen.

## Ehrenamt
Explizit regelt das Gesetz die Beteiligung Ehrenamtlicher, die über besondere Erfahrungen und Kompetenzen in den Bereichen Eisenbahn, Tourismus, Kultur und Umwelt verfügen, und ihrer Vereine. Diese können vertraglich über die Organisationen, die den Museumsbahnbetrieb durchführen, eingebunden und beteiligt werden.